# Amanda Borden
Amanda Borden född den 5 maj 1977 i Cincinnati, Ohio, är en amerikansk gymnast.
Hon tog OS-guld i lagmångkampen i samband med de olympiska gymnastiktävlingarna 1996 i Atlanta.